# 우주 셀카

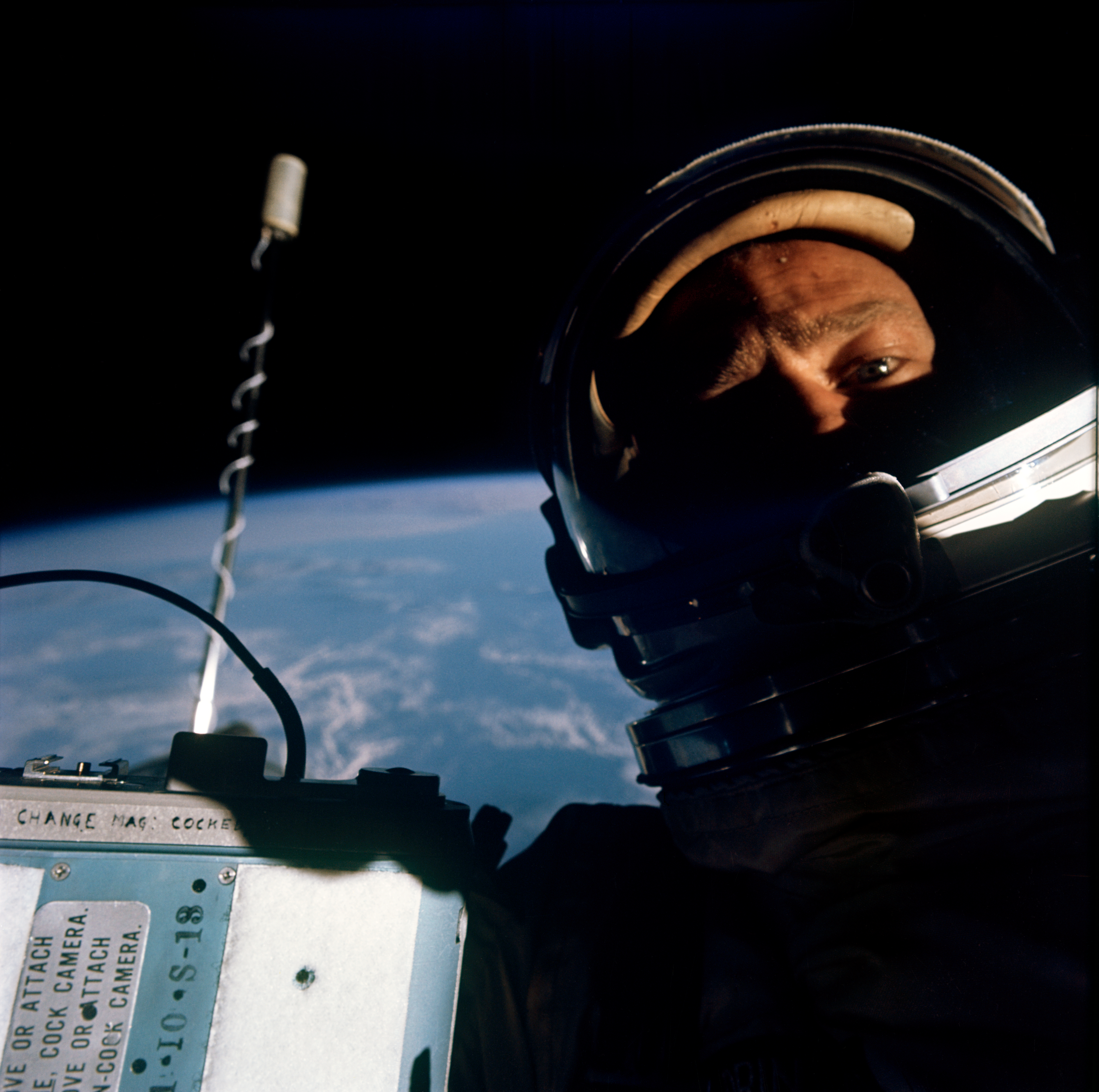
버즈 올드린이 1966년에 찍은 우주 셀카.

우주 셀카(Space selfie)는 우주에서 찍은 셀프카메라를 뜻한다. 우주 셀카는 우주 비행사가 찍은 셀카, 무인 로버가 찍은 셀카으로 구분된다.

## 우주 비행사

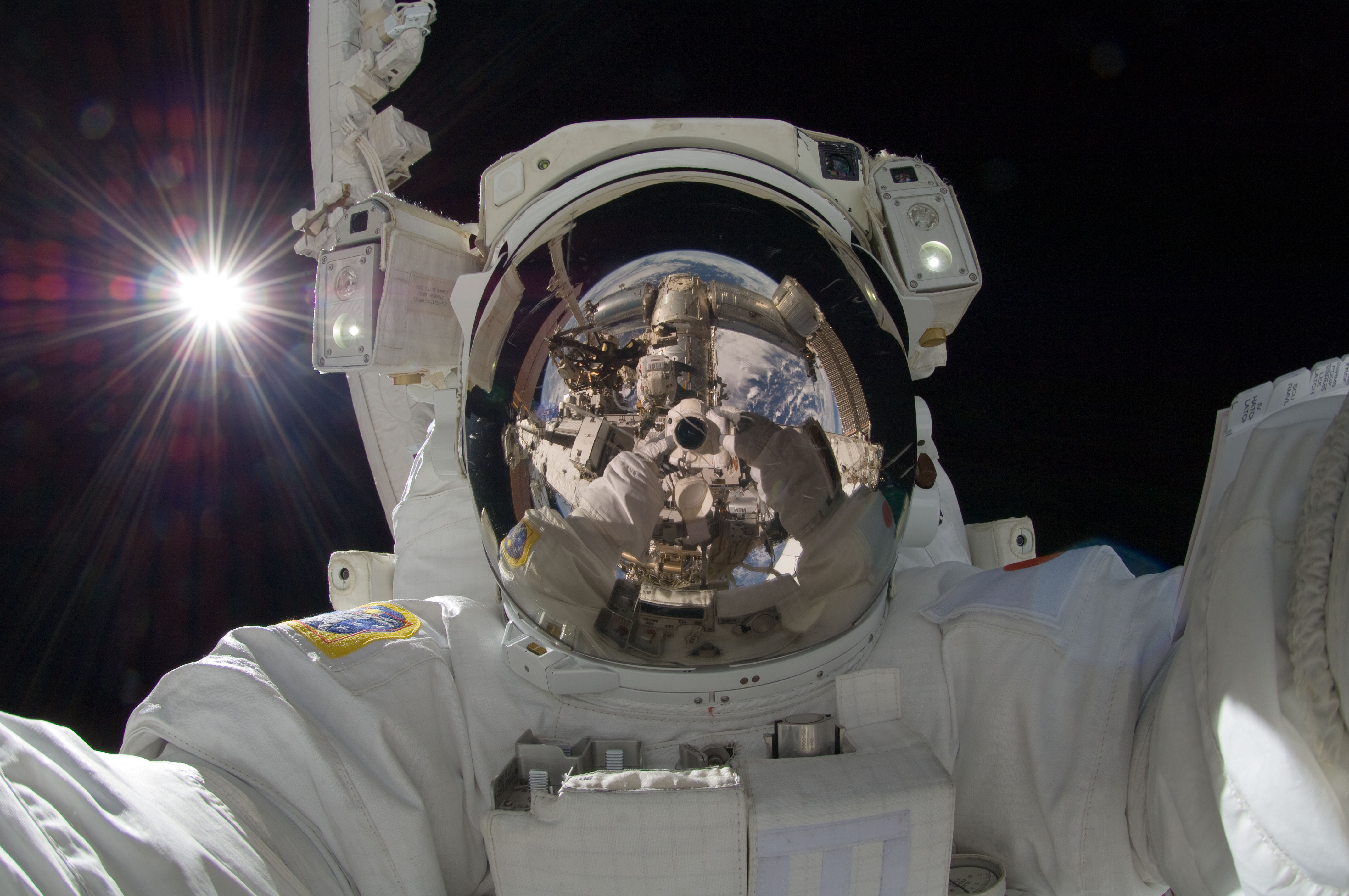
일본 우주항공연구개발기구 소속 우주 비행사 호시데 아키히코가 2012년 9월에 찍은 셀카

첫 번째로 우주에서 셀카를 찍은 우주 비행사는 제미니 12호 미션 중 셀카를 찍은 버즈 올드린이다. 선외활동이 아닌 그냥 우주에서 찍은 사진은 제미니 10호 미션 당시 캡슐 안에서 셀카를 찍은 마이클 콜린스이다.
우주 비행사들이 선외활동을 할 때는 카메라를 포함한 여러 가지 특수한 장비들이 주어진다. 이 카메라는 우주 외부에서 사진을 찍기 위해 특수하게 제작된 카메라로, 목적은 미션에 관련한 사진을 찍는 것이다.
초기의 우주 셀카는 다른 사람의 바이저를 이용하여 찍는 셀카였다. 처음으로 다른 우주 비행사의 도움 없이 우주 셀카를 찍은 사람은 우주비행사 도널드 페팃이 찍은 셀카로, 2003년 1월 ISS 엑스퍼디션 6 미션 당시 찍었다.

## 무인 로버
최초로 무인 로버가 찍은 우주 셀카는 1976년 바이킹 2호가 화성에서 셀카를 찍은 것이다.
1989년 목성 탐사 우주선 갈릴레오는 우주선에 탑재된 근거리 지도 분광계(NIMS)를 사용하여 셀카를 찍었다.
2010년 일본 우주항공연구개발기구의 우주선 이카로스는 내부에 탑재된 카메라를 외부로 방출해 셀카를 찍었다.

### 큐리오시티

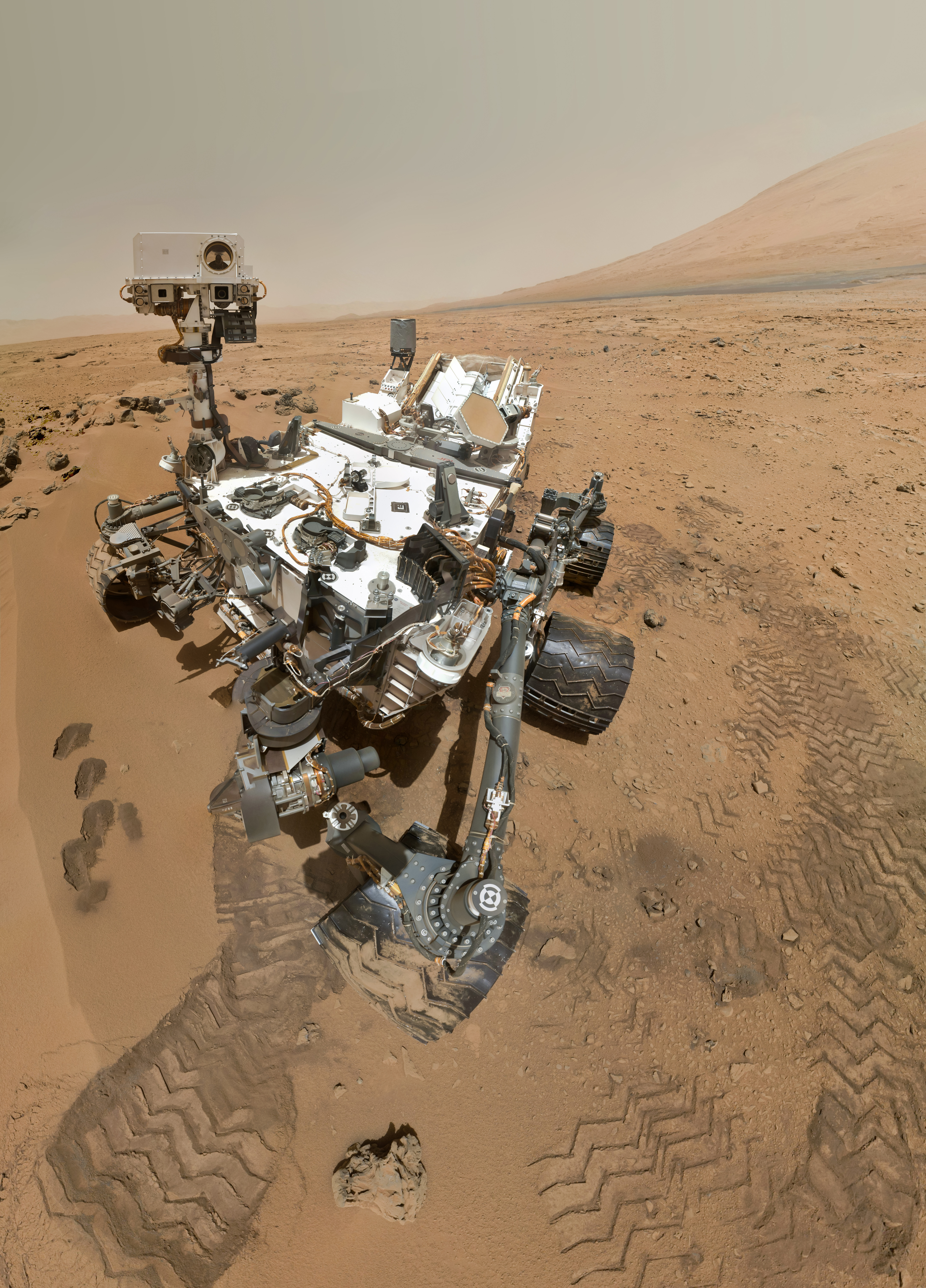
큐리오시티가 화성에서 찍은 셀카

2011년 화성에 착륙한 무인 탐사 로버 큐리오시티는 탑재된 카메라(MAHLI, Mars Hand Lens Imager)를 이용해 셀카를 찍었다. 로봇 팔에 부착되어 있는 이 카메라로 사진을 찍는다.
큐리오시티가 찍은 셀카는 지구가 아닌 타 행성에서 찍은 첫 번째 셀카이다. 이 사진은 제트추진연구소 현지 시간으로 2012년 9월 12일에 찍혔다. 이 사진은 먼지 때문에 흐릿하게 찍혔다.

## 같이 보기
- 지구가 웃은 날